# Nervio petroso mayor
El nervio petroso mayor, también conocido como raíz parasimpática del ganglio pterigopalatino o nervio petroso superficial mayor, es un nervio dentro del cráneo que nace como uno de los ramos del nervio facial [VII] y forma parte de una cadena de nervios que inervan la glándula lagrimal.

## Trayecto
El nervio petroso mayor es una de las ramas del nervio facial durante el recorrido que éste realiza dentro del hueso temporal por el canal facial o de Falopio. Se origina del vértice del ganglio geniculado, luego se dirige hacia delante y medial para salir de la porción petrosa por el hiato de Falopio. En el interior del cráneo pasa la cara anterior de la porción petrosa del temporal, pasa por debajo del ganglio del trigémino y se une al nervio petroso profundo, que viene del plexo carotídeo interno, formando con éste, en el vértice de la porción petrosa, el nervio vidiano que va al ganglio pterigopalatino.

## Inervación
El nervio petroso mayor provee inervación parasimpática a todas las glándulas por encima de la boca, es decir, las glándulas de la mucosa en la cavidad nasal, las glándulas salivales de la mitad superior de la boca y la glándula lagrimal. El nervio petroso superficial mayor también provee fibras que dan inervación del gusto al paladar blando.